# Ciudad de Rafael Lara Grajales
La Ciudad de Rafael Lara Grajales es una localidad del estado mexicano de Puebla. Es cabecera del municipio de Rafael Lara Grajales.

## Demografía
| Gráfica de evolución demográfica |
|                                  |

| Censo | Población |
| ----- | --------- |
| 1900  | 87        |
| 1910  | 219       |
| 1921  | 344       |
| 1930  | 1 054     |
| 1940  | 1 914     |
| 1950  | 2 625     |
| 1960  | 3 564     |
| 1970  | 4 579     |
| 1980  | 6 702     |
| 1990  | 8 503     |
| 1995  | 9 751     |
| 2000  | 10 517    |
| 2005  | 9 398     |
| 2010  | 10 054    |
| 2020  | 10 960    |